# Tweede Kamerverkiezingen 1982/Kandidatenlijst/CDA
De kandidatenlijst voor de Tweede Kamerverkiezingen 1982 van het CDA was als volgt:

## Landelijke kandidaten
- vet: verkozen
- schuin: voorkeurdrempel overschreden

1. Dries van Agt - 2.217.770 stemmen
2. Jan de Koning - 23.177
3. Gerard van Leijenhorst - 7.285
4. Ruud Lubbers - 82.568

## Regionale kandidaten
De plaatsen 5 t/m 30 op de lijst waren per stel kieskringen verschillend ingevuld.

### 's-Hertogenbosch, Tilburg
1. Rob van den Toorn[1] - 265[2]
2. Huib Eversdijk[1] - 155[2]
3. Til Gardeniers-Berendsen[1] - 1.012[3]
4. Gerrit Braks - 3.085
5. Harry Aarts - 495
6. Dien Cornelissen - 1.300[2]
7. Ben Hennekam - 401
8. Gerrit Brokx - 244
9. Marius van Amelsvoort - 363
10. Ton van Baars - 444
11. Clemens Bosman[4][5] - 56
12. Jan Nico Scholten[5] - 3.565
13. A.J.M. Appels - 305
14. Thomas Steenkamp - 242
15. Ton de Kok[5] - 39
16. Johan de Leeuw - 39
17. M.A.E. Chorus-Menken - 152
18. A.C.P.M. Kolen - 78
19. A.J.M. Driessen - 172
20. Nellie Jacobs-Aarts - 284
21. Paul Wagtmans - 387
22. J.M. Boll - 12
23. H.A.M. de Wit - 146
24. J.J. Paarlberg - 4
25. L.J.T. de Vreede - 63
26. Piet van Zeil[4] - 176[3]

### Arnhem, Nijmegen, Zwolle
1. Job de Ruiter[6] - 660[2]
2. Til Gardeniers-Berendsen[1] - 1.943[3]
3. Hans van den Broek - 330[2]
4. Wim Mateman - 1.485
5. Jan Krajenbrink - 95
6. Steef Weijers - 868
7. Jan van Houwelingen - 698
8. Hajé Schartman[4][5] - 194
9. Ad Lansink[4][5] - 400
10. Gerard van Muiden[4][5] - 44
11. Jan Buikema[4][5] - 314
12. Ko Kiers - 153
13. Henk Hofstede - 80
14. Leo de Snaijer - 35
15. W.L.M. Kortekaas - 232
16. Berry Esselink - 109
17. M.E.C.E. Nagel-Cornelissen - 499
18. J.C.M. Demmers-Vriens - 196
19. A. van Vliet-Boers - 287
20. J.C. Wolthuis - 96
21. Joop van der Reyden - 10
22. N. Zuidema-van Dijk - 45
23. M.G. Koekkoek-Schipper - 247
24. A.H.R. Leijten - 92
25. H.G. van Beek - 176
26. Hans de Boer[6] - 2.866[7]

### Rotterdam, 's-Gravenhage, Leiden, Dordrecht, Middelburg
1. Rob van den Toorn - 217[2]
2. Huib Eversdijk - 1.179[2]
3. Til Gardeniers-Berendsen - 2.077[3]
4. Wim Deetman - 306
5. Kees van Dijk - 365
6. Piet van der Sanden - 279
7. Gerrit van Dam - 390
8. Marten Beinema - 171
9. Ton Frinking[4] - 116
10. Willem de Kwaadsteniet[4] - 326
11. Joep de Boer[4] - 1.382
12. Pieter Jan Biesheuvel - 437
13. Henk Couprie[5] - 925
14. Aat de Jonge - 195
15. Frans Jozef van der Heijden[5] - 130
16. P.A. Wilderom - 70
17. Truus Bot-van Gijzen - 270
18. Annemieke van Heel-Kasteel - 320
19. Willemien van Montfrans-Hartman - 94
20. Th.J.J. Schmitz - 52
21. A.P. Gerretsen - 51
22. H.M.L. Remijn-de Badts - 128
23. J.B. Ventevogel - 63
24. M.A.Th. van Winden-Post - 273
25. Ram Ramlal - 190
26. Hans de Boer[6] - 2.036[7]

### Amsterdam, Den Helder, Haarlem, Utrecht
1. Job de Ruiter - 836[2]
2. Jeltien Kraaijeveld-Wouters - 2.540
3. Hans de Boer - 3.598[7]
4. Thijs van Vlijmen - 187[2]
5. Louw de Graaf - 209[2]
6. Gerrit Gerritse - 133
7. Piet van Zeil[4] - 172[3]
8. Stef Dijkman[4] - 182
9. Ad Hermes[4] - 147
10. Hanske Evenhuis-van Essen[4] - 450
11. Durk van der Mei[5] - 97
12. Virginie Korte-van Hemel - 214
13. Fred Borgman[5] - 158
14. R.A. van Mill - 166
15. Vincent van der Burg[5] - 91
16. Ben Bakker - 89
17. Frouwke Laning-Boersema - 734
18. Henk Woldring - 33
19. J.H.J. Verburg - 47
20. Enneüs Heerma - 111
21. Th.H. Heijne - 59
22. J.A. Zwaanenburg - 47
23. J.P.J. Lagrand - 148
24. C. van 't Hoog - 29
25. V.H. Bruins Slot - 110
26. S. Rambocus - 354

### Leeuwarden, Groningen, Assen
1. Sytze Faber - 2.929
2. Ben Hermsen - 526
3. Bert de Vries - 76
4. Jan van Noord - 234
5. Minouche Janmaat-Abee[4][5] - 566
6. Jan Nijland[5] - 236
7. Mieke Andela-Baur[5] - 711
8. Haty Tegelaar-Boonacker - 64
9. C.A.H. van den Hout - 105
10. C. Hoogstraten - 246
11. Fedde Jonkman - 325
12. G.K. Timmerman - 21
13. E. Fennema - 105
14. S.P. Hoekstra - 168
15. J. van der Ploeg - 164
16. H.A.M. van Hooft - 16
17. Hannie van Leeuwen - 96
18. H. van Ruller - 6
19. Frits Brink - 51
20. Joeke Baarda - 104
21. H. Faber - 219
22. Ries Smits - 8
23. J.L. Joosten - 62
24. A.J. Verhoog-Bokma - 19
25. A. Brandenburg-Vogelzang - 99
26. Louw de Graaf[6] - 164[2]

### Maastricht
1. René van der Linden - 13.688
2. Thijs van Vlijmen[6] - 110[2]
3. Frans Wolters - 2.579
4. Hans Gualthérie van Weezel - 85
5. Ria Oomen-Ruijten - 5.814
6. Joost van Iersel[4] - 50
7. Hub Savelsbergh - 1.894
8. Walter Paulis[5] - 950
9. J.P. Wijnhoven - 431
10. H.P. Mietus - 579
11. J. van Bolhuis - 32
12. W.L.M. Adriaansen - 25
13. Maria Vleugels-van der Hoeven - 789
14. P.G. van Oijen - 42
15. M. van der Zwaag - 619
16. G.A. de Boer - 214
17. E.J. Rutten - 24
18. Sjof Drummen - 710
19. A.C. de Roon - 17
20. Theo Stroeken - 406
21. Fons Jacobs - 398
22. Dien Cornelissen[8] - 104[2]
23. Ad Hermes[4] - 19
24. Hans de Boer[6] - 184[7]
25. Piet van Zeil[4] - 63[3]
26. Hans van den Broek[9] - 133[2]

CDA · PvdA · VVD · D'66 · PSP · CPN · SGP · PPR · RPF · GPV · Rechtse Volkspartij · Centrumpartij · EVP · NVU · Kleine Partij · God Met Ons · PPBMWM · SP · DS'70 · RKPN
1977 · 1981 · 1982 · 1986 · 1989 · 1994 · 1998 · 2002 · 2003 · 2006 · 2010 · 2012 · 2017 · 2021 · 2023